# تراست فید
تراست فید (به لاتین: Trust Feed) یک شهرک در آفریقای جنوبی است که در UMshwathi Local Municipality واقع شده‌است.